# Spoorlijn Thiviers - Saint-Aulaire
De spoorlijn Thiviers - Saint-Aulaire was een Franse spoorlijn van Thiviers naar Saint-Aulaire. De lijn was 54,0 km lang en heeft als lijnnummer 616 000.

## Geschiedenis
De lijn werd geopend door de Compagnie du chemin de fer de Paris à Orléans op 15 oktober 1898. Personenvervoer werd opgeheven op 15 april 1940. Goederenvervoer werd in gedeeltes opgeheven, tussen Excideuil en Saint-Aulaire op 28 augustus 1955, tussen Corgnac en Excideuil op 27 mei 1989 en tussen Thiviers en Corgnac op 27 januari 1991.

## Aansluitingen
In de volgende plaatsen is of was er een aansluiting op de volgende spoorlijnen:
Thiviers
RFN 611 000, spoorlijn tussen Limoges-Bénédictins en Périgueux
RFN 617 000, spoorlijn tussen Quéroy-Pranzac en Thiviers
Hautefort
RFN 623 000, spoorlijn tussen Hautefort en Terrasson
Saint-Aulaire
RFN 613 000, spoorlijn tussen Nexon en Brive-la-Gaillarde

## Galerij

Viaduct van Saint-Germain-des-Prés.
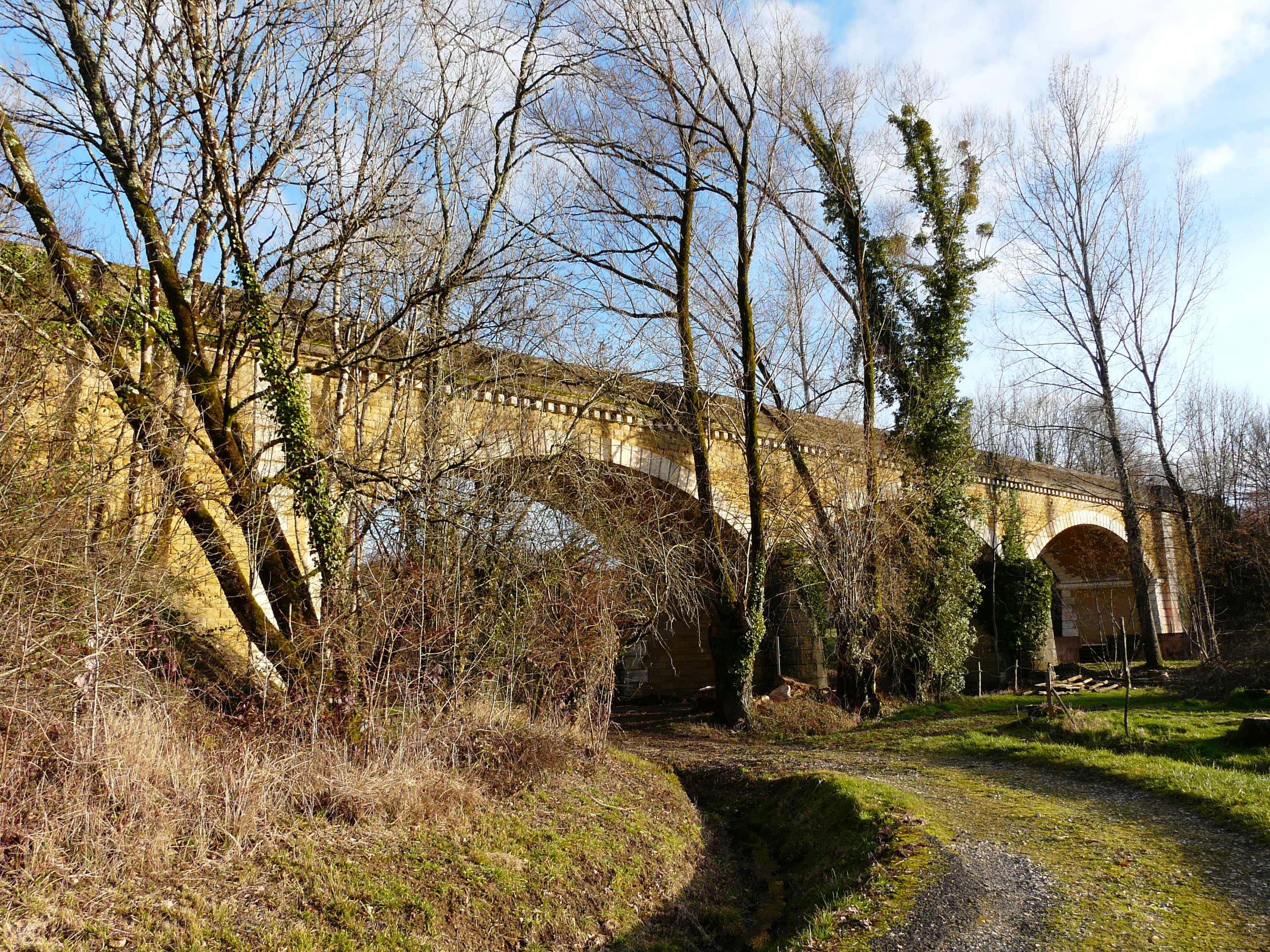
Brug van Exceuil over de Loue.
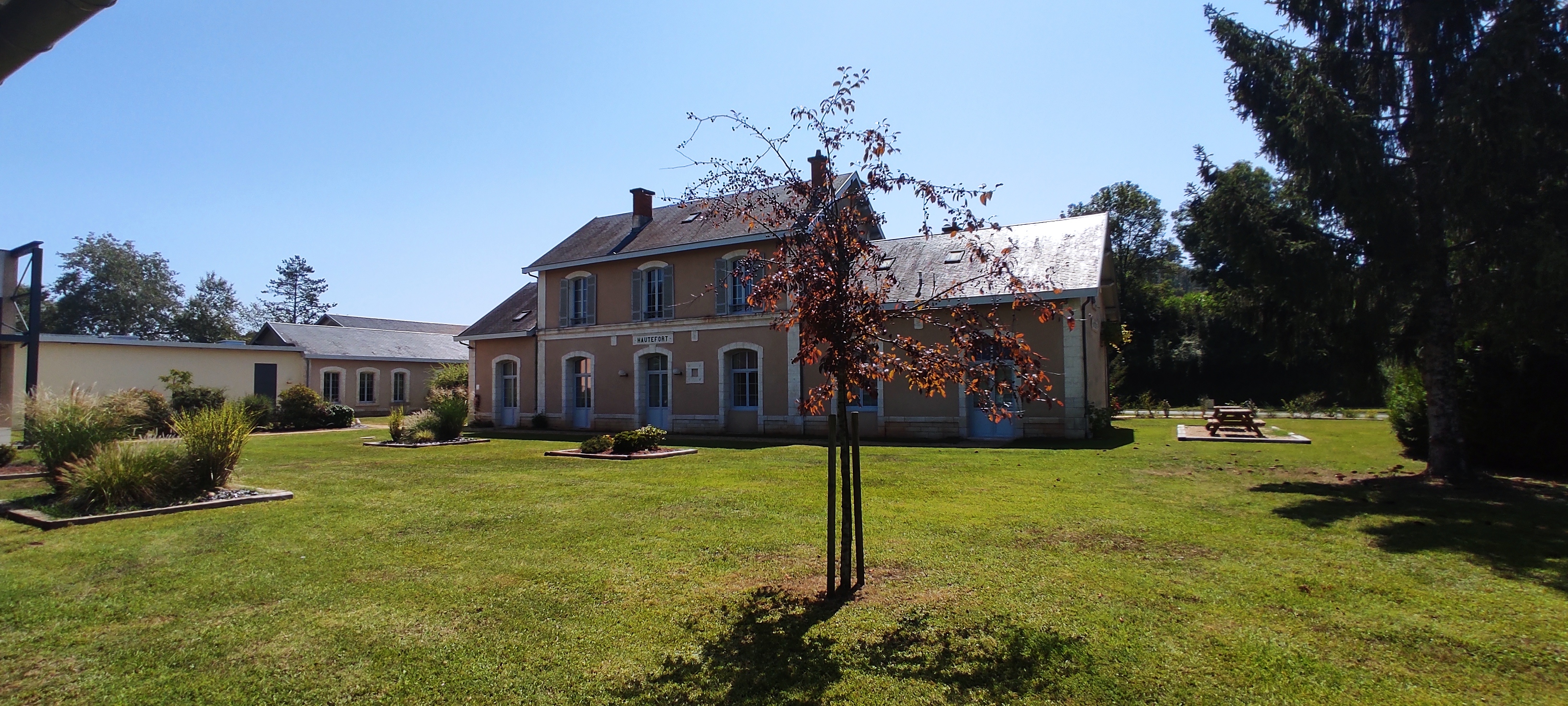
Station Hautefort in 2023.
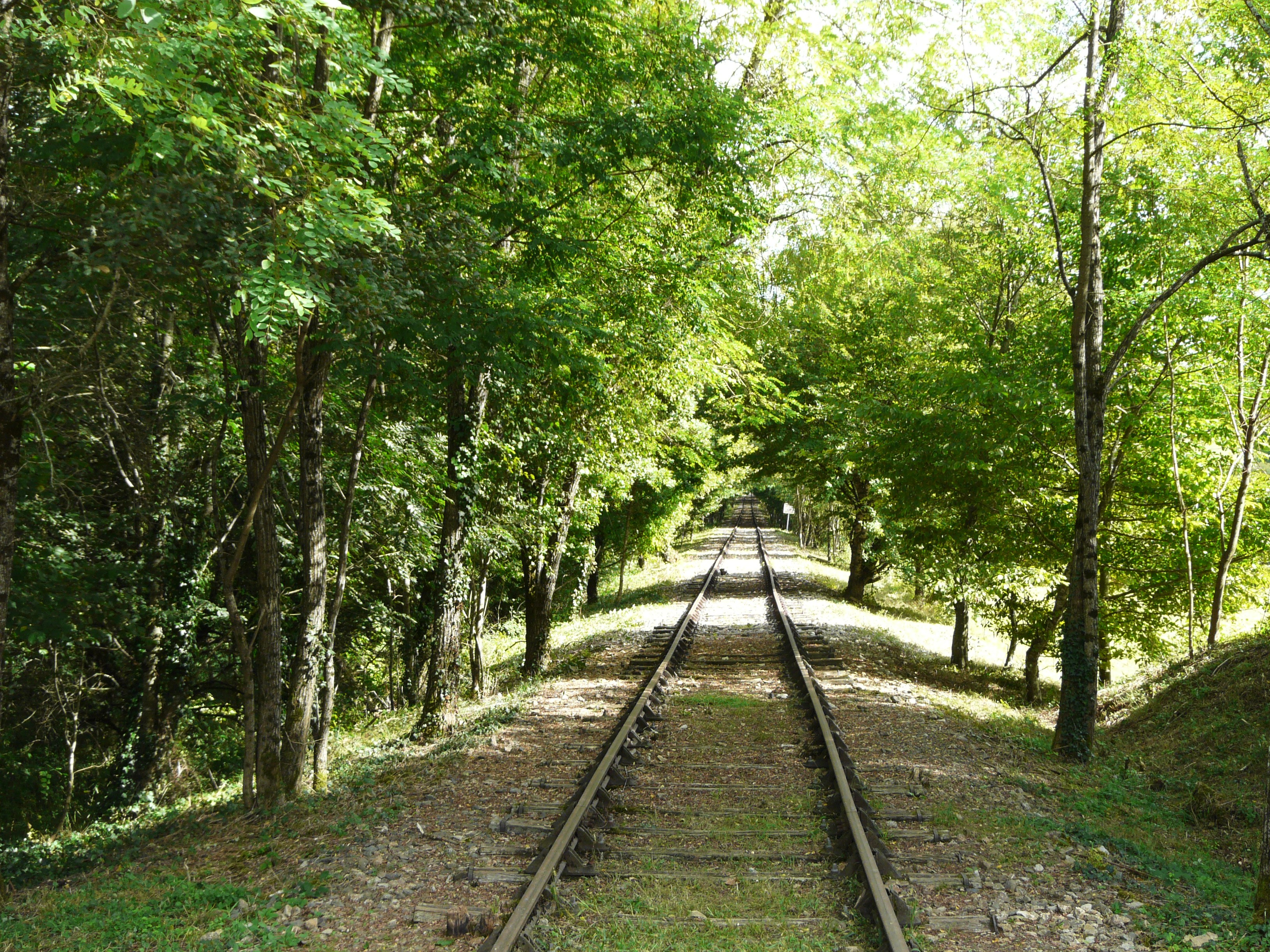
De lijn bij Corgnac-sur-l'Isle.